# دکستر جکسون
دکستر جکسون (انگلیسی: Dexter Jackson) (زاده ۲۵ نوامبر ۱۹۶۹) بدنساز حرفه‌ای اهل آمریکا است. وی در سال ۲۰۰۸ قهرمان مستر المپیا شد. او در حدود ۲۵ سال در رده اول مسابقات پرورش اندام افتخار آفرینی کرد و از این حیث با ثبات‌ترین بدن ساز لقب گرفته‌است. به این بدن ساز لقب تیغ داده‌اند. او در سال ۲۰۲۰ از دنیای حرفه ای بدن سازی خداحافظی کرد.

## زندگی‌نامه
دکستر جکسون در بیست و پنجم نوامبر سال ۱۹۶۹ در جکسون ویل، فلوریدا متولد شد. دکستر اولین بار در سال ۱۹۹۲ در مسابقه قهرمانی کمیته ملی بدن سازی در ایالت جنوبی شرکت کرد و در آن مسابقه سوم شد.
دکستر جکسون در سال ۱۹۹۹ برای اولین بار در مسابقه آرنولد  کلاسیک شرکت کرد و توانست رتبه هفتم را کسب کند. در همان سال دکستر جکسون در مسابقات شب قهرمانان فدراسیون بین‌المللی شرکت کرد که در آن مسابقات توانست رتبه سوم را کسب کند و در همان سال و در معتبرترین مسابقه پرورش اندام سال یعنی مسابقات مستر المپیا توانست رتبه نهم را کسب کند.
دکستر جکسون درمسابقات مسترالمپیای ۲۰۰۷ توانست مقام سوم را بعد از رونی کلمن کسب کند، اما برخی از کارشناسان می‌گویند که او لایق مقام اول و دوم در این مسابقات بود. به هر حال او ورزشکار بسیارقوی ای است که در نگه داشتن وزن خود وحجم دهی به عضلاتش با تفکر بسیار عمل کرده و به درجه بالایی رسیده‌است.
دکستر در میان بدنسازان دیگر از تناسب اندام و بدن خوش‌ترکیب خوبی برخوردار است و بارها عکس‌های بدن عضلانی او عکس صفحه اول مجله Muscular Development بوده‌است.
و بالاخره دکستر جکسون با تلاش و پشتکاری که داشت توانست در سال ۲۰۰۸ و در معتبرترین و مهم‌ترین مسابقات سال یعنی در مستر المپیا ۲۰۰۸ با پشت سر گذاشتن رقبای قدرتمند خود قهرمان این مسابقات شود.
او هم‌اکنون در شهر جکسون ویل ایالت فلوریدا آمریکا زندگی می‌کند. او در سال۲۰۲۰ برای آخرین بار بر روی استیج قهرمانی مستر المپیا رفت و با مقام نهم و یک مراسم از طرف برگزار کنندگان از دنیای پرورش اندام خداحافظی کرد.